# Real Girl
Real Girl – debiutancki, solowy, studyjny album brytyjskiej wokalistki pop, Mutyi Bueny, wydany dnia 4 czerwca 2007 w Wielkiej Brytanii. Artystka po opuszczeniu zespołu Sugababes, dołączyła do dotychczasowej wytwórni płytowej, Universal Records.
Przy produkcji albumu, gościnny udział wzięły same sławy muzyki od duetu Groove Armada poprzez legendę muzyki pop George'a Michaela do zwyciężczyni nagrody BRIT Awards Amy Winehouse.
Pierwszy singel z albumu, utwór "Real Girl", ukazał się dnia 14 maja 2007 w systemie Download i 28 maja 2007 na CD. Singel wyprodukowany został przez Full Phatt, firmę działającą w Londynie. Piosenka jest samplem utworu Lenny'ego Kravitza "It Ain't Over 'Til It's Over".
Drugi singel z krążka, utwór "Song 4 Mutya (Out of Control)" ukazał się dnia 23 lipca 2007, singel zremiksowany i wyprodukowany został przez duet Groove Armada. Piosenka znalazła się na albumie zarówno Mutyi Bueny jak i samych producentów.

## Lista utworów
| #   | Title | Time |
| --- | --- | ---- |
| 1.  | "Just A Little Bit" Writers: E. White, P. Sheyne                                                           | 3:17 |
| 2.  | "Real Girl" Writers: L. Kravitz, N. Scarlett, M. Ward, D. Gillard                                          | 3:29 |
| 3.  | "Song 4 Mutya (Out of Control)" (with Groove Armada) Writers: Groove Armada, K. Poole, M. Buena, T. Hutton | 3:30 |
| 4.  | "Breakdown Motel" Writers: C. Dodds, J. Dollar                                                             | 4:20 |
| 5.  | "Strung Out" Writers: P. Kirtley, T. Hawes, O. Mhondera, M. Buena, A. Berrabah                             | 4:20 |
| 6.  | "It's Not Easy" Writers: M. Buena, F. Howard, S. Frank, P. Simm                                            | 4:32 |
| 7.  | "Suffer For Love" Writers: A. Tennant, G. Lally, M. Buena, L. Simon, L. Brownlee, G. Redmond               | 3:27 |
| 8.  | "Not Your Baby" Writers: M. Buena, M. Ward, D. Gillard                                                     | 3:29 |
| 9.  | "Wonderful" Writers: J. Thompson, G. Roudette-Muschamp                                                     | 3:07 |
| 10. | "B Boy Baby" Background vocals: Amy Winehouse Writers: P. Spector, E. Greenwich, J. Barry, A. Hunte        | 3:53 |
| 11. | "This Is Not Real Love" (duet with George Michael) Writers: G. Michael, J. Jackman, R. Cushnan             | 5:58 |
| 12. | "Paperbag" (utwór dodatkowy) Writers: J. Douglas, N. Woodward, M. Buena                                    | 4:18 |
| 13. | "My Song" Writers: J. Thompson, G. Roudette-Muschamp, W. Wilkins                                           | 3:36 |

## Single
| Rok  | Data wydania   | Okładka | Singel                          | Album     | Pozycje         | Pozycje  | Pozycje | Pozycje         | Pozycje |
| Rok  | Data wydania   | Okładka | Singel                          | Album     | Wielka Brytania | Irlandia | Polska  | Unia Europejska |         |
| ---- | -------------- | ------- | ------------------------------- | --------- | --------------- | -------- | ------- | --------------- | ------- |
| 2006 | 6 listopada    | Okładka | "This Is Not (Real Love)"       | Real Girl | #15             | #20      | #5      | #13             |         |
| 2007 | 28 maja        | Okładka | "Real Girl"                     | Real Girl | #2              | #25      | #25     | #16             |         |
| 2007 | 23 lipca       | Okładka | "Song 4 Mutya (Out of Control)" | Real Girl | #8              | #26      | –       | #22             |         |
| 2007 | 8 października | Okładka | "Just a Little Bit"             | Real Girl | #64             | –        | –       | –               |         |
| 2007 | 31 grudnia     | Okładka | "B Boy Baby"                    | Real Girl | #72             | #17      | #29     | –               |         |

## Odrzucone utwory
W trakcie gdy Mutya nagrywała "Real Girl", co jakiś czas publikowała specjalnie dla swoich fanów dema utworów, które komponowała. Dzięki serwisowi "Myspace" fani zapoznali się z solową twórczością wokalistki. Większość z utworów jest oficjalnie wzięta pod prawa autorskie:
- Addiction
- Blind Date Mutya Buena, Cassius Henry, Guz Lally, Ali Tennant
- Call Back, Or Drop Dead
- Darkside
- Hollow Britney Spears, Cathy Dennis, Bloodshy and Avant
- I'm Just Me
- If We're Ever Gonna Be
- My Love Story Mutya Buena, Greg Kurstin
- Not A Love Song
- Sunshine
- To The Limit Mutya Buena, Guz Lally, Ali Tennant
- Wannabe
- Whatever Mutya Buena, Guz Lally, Ali Tennant

## Listy sprzedaży
| Kraj            | Data            | Pozycja | Sprzedaż | Certyfikat |
| --------------- | --------------- | ------- | -------- | ---------- |
| Wielka Brytania | 10 czerwca 2007 | #10     | 55,000   | Srebro     |
| Irlandia        | 8 czerwca 2007  | #51     | 5,200    |            |
| Polska          | 5 lipca 2007    | #51     | –        |            |
| Holandia        | 5 lipca 2007    | #71     | –        |            |
| Australia       | 10 lipca 2007   | #21     | –        |            |

## Daty wydania
| Kraj            | Data       | Wytwórnia       | Format | Katalog       |
| --------------- | ---------- | --------------- | ------ | ------------- |
| Wielka Brytania | 2007-06-04 | Island Records  | CD     | 1734610       |
| Polska          | 2007-06-20 | Universal Music | CD     | 0602517364332 |
| Australia       | 2007-07-09 | Island Records  | CD     | 0602517346109 |